# Lonchocarpus stramineus
Lonchocarpus stramineus är en ärtväxtart som beskrevs av Henri François Pittier. Lonchocarpus stramineus ingår i släktet Lonchocarpus och familjen ärtväxter. Inga underarter finns listade i Catalogue of Life.